# Vincent Rabiega
Vincent Rabiega (ur. 14 czerwca 1995 w Berlinie) – polski piłkarz niemieckiego pochodzenia występujący na pozycji napastnika. Wychowanek Herthy BSC, w swojej karierze reprezentował także barwy takich zespołów, jak RB Leipzig oraz Bradford City. Były młodzieżowy reprezentant Polski. W 2012 roku wraz z kadrą do lat 17 zajął miejsca 3-4. na młodzieżowych Mistrzostw Europy.